# Plantago heterophylla
Plantago heterophylla är en grobladsväxtart som beskrevs av Thomas Nuttall. Plantago heterophylla ingår i släktet kämpar, och familjen grobladsväxter. Inga underarter finns listade i Catalogue of Life.